# 北秋田市立鷹巣小学校
北秋田市立鷹巣小学校（きたあきたしりつたかのすしょうがっこう）は、秋田県北秋田市鷹巣にある公立小学校。通称 鷹小（たかしょう）。

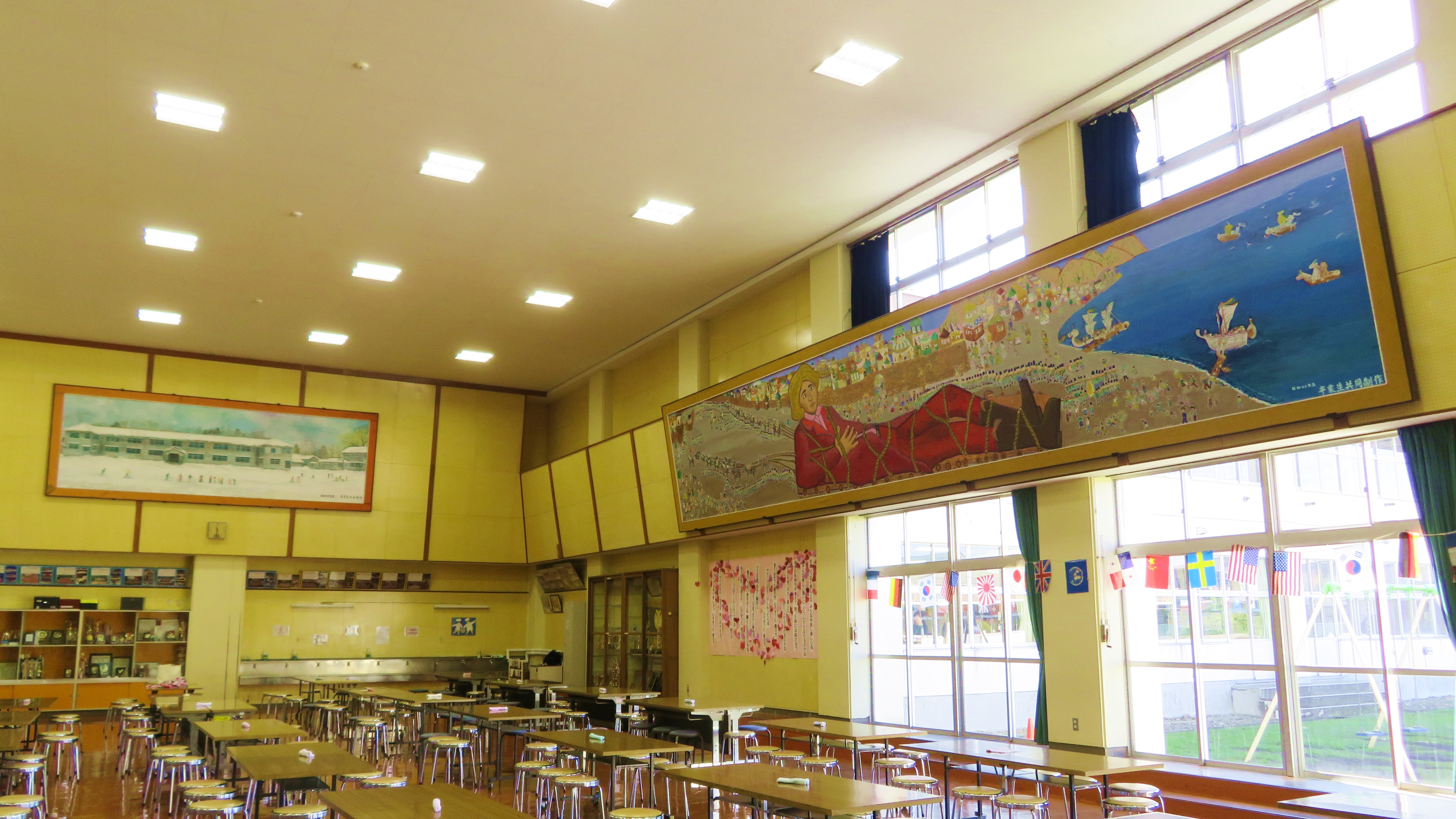
卒業生共同制作の絵画

## 学校概要
2027年から2031年度までの間に新校舎を建設し、綴子小・鷹巣東小と統合予定。
- 児童数 300名

※2024年4月1日現在
教育目標
豊かな心、確かな学力、すこやかな体の子どもの育成　
～子どもに夢と知恵と勇気を～
校歌
- 作詞 - 朝日 了回
- 作曲 - 大山 会三郎

## 沿革
- 1874年（明治7年）8月2日 - 浄運寺に64名で鷹巣学校を設置[2]
- 1877年（明治10年）10月30日 - 仲町に校舎を新築落成
- 1887年（明治20年）4月 - 新町に移転新築し鷹巣尋常高等小学校となる
- 1890年（明治23年） - 簡易科を設置
- 1900年（明治33年）
  - 6月5日 - 鷹巣村が鷹巣町になる
  - 9月 - 校舎を新町から寺東に移転
- 1901年（明治34年）8月 - 新校舎が竣工
- 1927年（昭和2年）4月1日 - 鷹巣町立鷹巣実家高等女学校併設
- 1941年（昭和16年）4月1日 - 国民学校令が施行され鷹巣国民学校と改称
- 1947年（昭和22年）- 学制改革により鷹巣小学校と改称
- 1948年（昭和23年）- 校章を制定
- 1954年（昭和29年）- 校旗・校歌を制定
- 1960年（昭和35年）9月 - 鷹巣字八幡岱の旧鷹巣中学校校舎と分離授業になる
- 1963年（昭和38年）6月 - 八幡岱に鉄筋コンクリート造3階建ての新校舎（4～6年生の教室棟）が完成し移転統合する
- 1968年（昭和43年）- 新田中地区を綴子小学区に変更
- 1969年（昭和44年）- 南鷹巣地区を鷹巣中央小学区に変更
- 1970年（昭和45年）- 掛泥地区を鷹巣東小学区に変更
- 1974年（昭和49年）10月- 体育館を新築・百周年記念式典を行う
- 1983年（昭和58年）8月20日 - 鷹巣体育館南東側の鷹巣字南中家下に校舎を新築移転し竣工式を行う
- 2005年（平成17年）3月22日 - 町村合併により鷹巣町立から北秋田市立に変更
- 2016年（平成28年）4月1日 - 鷹巣西小学校と統合[3]

## 通学区域
- 住居表示実施区域 - 大町・米代町・住吉町・材木町・花園町・東横町・宮前町・旭町・伊勢町・松葉町・元町[4]
- 鷹巣字の清鷹小学区（南鷹巣）以外
- 坊沢字・黒沢字・前山字・今泉字の全地域
- 綴子字の柳中と掛泥向116-120
- 栄字の前綱 117-123と中綱 123-141

## 進学先中学校
- 北秋田市立鷹巣中学校

## 周辺の主な施設
- 鷹巣変電所
- 鷹巣体育館
- 北秋田市民プール
- 北秋田市消防本部
- 北秋田警察署
- 北秋田地域振興局
- ハローワークたかのす
- 浄運寺
- いとく鷹巣南店
- 遠藤クリニック
- 児玉内科クリニック
- 薬王堂 北秋田鷹巣店
- たかのすケアセンターそよ風
- 秋田県道24号鷹巣川井堂川線

## 交通
- 秋北バス「横町」バス停より徒歩5分
- 市街地循環バス[5]「鷹巣体育館前」バス停より徒歩3分
- 東日本旅客鉄道奥羽本線 鷹ノ巣駅より徒歩17分
- 秋田内陸縦貫鉄道秋田内陸線 西鷹巣駅より徒歩10分
- 大館能代空港ICより車で6分
- 大館能代空港より直線で約3km

## 出身者
- 津谷永光（1964年に鷹巣町立鷹巣小学校卒業） - 北秋田市長